# Nova Olinda do Norte
Nova Olinda do Norte est une municipalité brésilienne de l'État d'Amazonas .